# Yenikapı
Yenikapı è un quartiere di Istanbul situato sulle rive del Mar di Marmara entro i confini del distretto di Fatih. Esso prende il nome da una delle porte delle mura di Istanbul. Il quartiere si sviluppa attorno all'intersezione di Kennedy Caddesi e Mustafa Kemal Caddesi. È adiacente a Samatya a ovest, Kumkapı a est e Aksaray a nord.

## Storia
Il quartiere di Yenikapı era una zona con un'alta concentrazione di cittadini greci e armeni, proprio come gli altri quartiere sul Mar di Marmara. Nel XX secolo divenne un luogo in cui si concentravano casinò, taverne, parchi di divertimento e giardini da tè.

## Trasporti
Una stazione di superficie per i treni pendolari che servivano la parte europea di Istanbul (Banliyö) si trovava a Yenikapı sino alla costruzione della linea Marmaray. Oggi, autobus marittimi e traghetti per vari punti del Mar di Marmara partono da Yenikapı, e dal 2013 nel quartiere è in servizio una nuova stazione sotterranea della metropolitana del progetto Marmaray. La linea M2 e la linea M1 terminano entrambe a Yenikapı, che così ospita il principale nodo di interscambio del trasporto pubblico a Istanbul.